# Paradiso (Connie-Francis-Lied)
Paradiso ist der Titel eines deutschsprachigen Schlagers, der 1962 in der Version mit Connie Francis populär wurde. 

## Vorgeschichte
Die US-amerikanische Schallplattenfirma MGM Records veröffentlichte seit 1958 über die Deutsche Grammophon Tonträger mit der US-Sängerin Connie Francis in Deutschland. Es erschienen sowohl die Originalversionen ihrer zahlreichen Erfolge in den USA, ab 1960 auch Titel in deutscher Sprache. Mit dem Schlager Die Liebe ist ein seltsames Spiel hatte Francis im Sommer 1960 ihren ersten Nummer-eins-Hit in Deutschland. Im Frühjahr 1962 plante MGM die Veröffentlichung der achten deutschsprachigen Single mit Connie Francis, nachdem sie in Deutschland bereits mit sechs deutschen Titeln in die Hitparaden gekommen war. Während für die A-Seite mit Tu mir nicht weh eine Coverversion des amerikanischen Nummer-eins-Erfolges Don’t Break the Heart That Loves You vorgesehen war, sollte auf die Rückseite der Single der Titel Paradiso gepresst werden. Bei ihm handelt es sich um eine rein deutsche Produktion, die Melodie stammt von Wolfgang Zell, der Text von Peter König. Im Text geht es um die paradiesische Liebe in der Wunderwelt Sternenzelt, blauem Meer und Palmenstrand. Die Single wurde mit der Katalog-Nummer MGM 61 056 im Mai 1962 veröffentlicht. 

## Erfolge
Paradiso erreichte in Deutschland Position zwei der Singlecharts und konnte sich insgesamt drei Monate lang in den Top 10 sowie fünf Monate in den Charts halten. Francis erreichte hiermit zum sechsten Mal die Top 10 der deutschen Singlecharts. Insgesamt ist es der achte Charterfolg für Francis in Deutschland.

## Coverversionen
Das deutsche Billiglabel Tempo, spezialisiert auf Coverproduktionen von Erfolgstiteln, brachte 1962 eine Single mit dem Titel Paradiso, gesungen von Charlotte Marian, unter der Katalog-Nummer 869 heraus. In Europa wurde der Text mehrfach übersetzt und von zahlreichen Interpreten auf Schallplatte veröffentlicht. Bei allen Versionen blieb der Titel Paradiso unverändert, zum Beispiel beim dänischen Text, den Robert Arnold geschrieben hatte. Ihn sangen 1962 gleich zwei dänische Sängerinnen: Katy Bødtger (Polyphon) und Grete Klitgaard (Tono). In Skandinavien schien Paradiso besonders beliebt zu sein, denn es gab weitere Versionen in Schwedisch (Ann-Louise Hanson, Text: Torulf Edling, auf Metronome) und in Finnisch (Rauni Pekkala, Text: Saukki alias Niilo Puhtila, auf Broadway). Anneke Grönloh sang einen niederländischen Text von Lodewijk Post, veröffentlicht 1962 auf Philips.